# Sertularella gayi
Sertularella gayi is een hydroïdpoliep uit de familie Sertulariidae. De poliep komt uit het geslacht Sertularella. Sertularella gayi werd in 1821 voor het eerst wetenschappelijk beschreven door Lamouroux. 

## Beschrijving
De hoofdstelen van de kolonie zijn heldergeel en relatief dik, omdat ze een samenstelling zijn van verschillende vezels die aan elkaar hechten. De zijtakken zijn ongeveer afwisselend en ondersteunen de hydrothecae. De hydrothecae zijn regelmatig afwisselend, één voor elke internode. Net als bij de valse zeeden (Sertularella polyzonias) zijn ze bolvormig in het basale gebied en is de rand viervoudig. Het operculum bestaat uit vier driehoekige flappen. De gonothecae (voortplantingspoliepen) zijn ovaal van vorm en het bovenste gedeelte heeft dwarse ribbels, terwijl het onderste gedeelte glad is. Het diafragma is tweetandig.

## Verspreiding
Deze soort is algemeen op de Britse Eilanden. Normaal gesproken wordt deze hydroïpoliep aangetroffen in de circalittorale zone, vastgehecht aan gesteente in gebieden met lichte tot matige getijdenstromen.